# Epedanus pictus
Epedanus pictus is een hooiwagen uit de familie Epedanidae.